# Guy du Fresnay
Jules François Charles Guy du Fresnay, né le 23 novembre 1877 dans le 9e arrondissement de Paris  et mort le 20 septembre 1937 à l'hôpital Maisonnave de Marrakech (Maroc), est un écrivain, scénariste et réalisateur français.

## Biographie
Metteur en scène de films muets actif dans les années 1910 et 1920, 
Guy du Fresnay a notamment travaillé pour les studios Gaumont puis la Compagnie Française des Films Artistiques-Jupiter.
Il est le petit-fils de l'écrivain Marie du Fresnay et l'aïeul de l'essayiste et économiste Philippe du Fresnay.

## Carrière cinématographique
Pour la Société des Établissements Léon Gaumont
- 1912 : Le Démon du foyer, d'après la pièce de George Sand (1852)
- 1918 : Le Jardin du pirate
- 1918 : La Cathédrale merveilleuse
- 1920 : De la coupe aux lèvres, scénario de Guy du Fresnay d'après le roman de Paul de Garros (1891)
- 1920 : L'Ami des montagnes, drame en quatre parties, scénario de Jean Rameau d'après son roman (1907)
- 1920 : Le Penseur, de Léon Poirier (assistant-réalisateur non crédité)[5]

Pour la Compagnie Française des Films Artistiques Jupiter
- 1921 : Les ailes s'ouvrent, scénario de Guy du Fresnay
- 1922 : Margot, scénario de Guy du Fresnay d'après la nouvelle d'Alfred de Musset (1841)[6]
- 1923 : Frou-frou, scénario de Guy du Fresnay d'après la pièce d'Henri Meilhac et Ludovic Halévy (1869)[7]
- 1924 : L'Ami de la brousse, d'après le roman de Jean d'Esme (1923)

Projet non réalisé
- 1924 : Arlequin, d'après la pièce de Maurice Magre.

## Carrière littéraire
- La passion de Fred, roman, éditions Maurice Bauche, Paris, 1912[8]
- Empreintes, recueil de poésies, Paris, Maurice Bauche, 1912.

## Récompenses et distinctions
- Chevalier de la Légion d'Honneur à titre militaire (arrêté du Ministère de la Guerre du 11 janvier 1919).
- Croix de guerre 1914-1918 avec citations.
- Médaille commémorative de la guerre 1914-1918.
- Médaille interalliée 1914-1918.